# 十三殖民地
十三殖民地（英語：Thirteen Colonies）又稱北美十三州，是大英帝国于1607年（弗吉尼亚）至1733年（佐治亞）在北美洲大西洋沿岸建立的一系列殖民地，这些殖民地最终成为美國独立时的组成部分。
法蘭西斯·德瑞克爵士率領的英国探險船隊又再次為英國宣稱佔領包括華盛頓州的太平洋西北地區。當時由於未有投放人員駐守，因此只能算是象徵式佔領，但太平洋西北地區的主權紛爭一直持續了三百多年，直到1790年英西兩國才達成和解。
这些殖民地分别是特拉华、宾夕法尼亚、新泽西、佐治亚、康涅狄格、马萨诸塞湾、马里兰、南卡罗来纳、新罕布什尔、弗吉尼亚、纽约、北卡罗来纳和罗德岛，每个殖民地都建立并发展了自治体制，居民大多数是拥有自己土地的独立农民。在18世纪60年代至70年代，经过一系列抗争，殖民地联合武装反对英国和英王乔治三世的统治，最终于1775年爆发美国独立战争。1776年，十三个殖民地宣布独立，建立美利坚合众国。
独立之前，十三个殖民地是英属美洲殖民地的一部分。在独立战争期间，英属北美（今加拿大）、西印度、纽芬兰、魁北克、新斯科舍、东佛罗里达和西佛罗里达保持了对英国的忠诚。

## 殖民地
当代文献通常将英属北美十三个殖民地按地理位置从北至南排列。
新英格兰殖民地
- 新罕布什尔省，即后来的新罕布什尔州，英王直辖殖民地
- 马萨诸塞湾省，即后来的马萨诸塞州和缅因州，英王直辖殖民地
- 罗德岛殖民地及普罗维登斯庄园，即后来的羅得島與普羅維登斯莊園州（於2020年改名罗德岛州），自治殖民地
- 康涅狄格殖民地，即后来的康涅狄格州，自治殖民地

中部殖民地
- 纽约省，即后来的纽约州和佛蒙特州[註 1]，英王直辖殖民地
- 新泽西省，即后来的新泽西州，英王直辖殖民地
- 宾夕法尼亚省，即后来的宾夕法尼亚州，业主殖民地
- 特拉华殖民地，即后来的特拉华州，业主殖民地

南部殖民地
- 马里兰省，即后来的马里兰州，业主殖民地
- 弗吉尼亞殖民地及自治领，即后来的弗吉尼亚州、肯塔基州和西弗吉尼亚州，英王直辖殖民地
- 北卡罗来纳省，即后来的北卡罗来纳州和田纳西州，英王直辖殖民地
- 南卡罗来纳省，即后来的南卡罗来纳州，英王直辖殖民地
- 佐治亚省，即后来的佐治亞州和亚拉巴马及密西西比两州的北部地区，英王直辖殖民地

若按照如今美國的行政區劃，當時的十三殖民地涵蓋今日美國20個州的全部或部分，其中多出7個州來自於：
- 缅因州：當時屬於马萨诸塞湾省
- 佛蒙特州：當時屬於纽约省
- 西弗吉尼亚州與肯塔基州：當時屬於弗吉尼亞殖民地及自治领
- 田纳西州：當時屬於北卡罗来纳省
- 亚拉巴马州與密西西比州：當時屬於佐治亚省

## 1730年前的其他殖民地
新英格兰自治领：
根据詹姆斯二世1685年的政令，合并缅因、新罕布什尔、马萨诸塞湾、普利茅斯、罗德岛、康涅狄格、纽约和东西泽西为一个大殖民地。光荣革命之后该计划被废除，九个殖民地于1689年重获独立身份。
马萨诸塞湾殖民地：
由英格兰清教徒于1630年建立。1684年殖民宪章被废除，1691年准许建立马萨诸塞湾省。
緬因省：
1622年建立。17世纪50年代，马萨诸塞湾殖民地将缅因地区（现缅因州南端）划入旗下。17世纪下半叶，肯尼贝克河东部的缅因地区也曾是纽约省的一部分。1691年宪章将这些地区正式归入马萨诸塞湾省。
普利茅斯殖民地：
1620年建立。1691年宪章将之归入马萨诸塞湾省。
賽布魯克殖民地：
1635年建立。1644年与康涅狄格殖民地合并。
纽黑文殖民地：
1637年建立。纽黑文曾经收留将查理一世处死的法官，因此作为惩罚，在1622年查理二世颁发康涅狄格宪章，将纽黑文归入康涅狄格殖民地。
东泽西省与西泽西省：
17世纪10年代作为新尼德兰的一部分建立起来。1664年英国从荷兰手中夺取新泽西和纽约。新泽西在1674年被分为两个殖民地，西澤西为英國，東澤西為蘇格蘭。但在1702年两个殖民地重新联合。
卡罗来纳省：
1663年建立。1712年，卡罗来纳殖民地被分为北卡罗来纳和南卡罗来纳两个殖民地。
緊接而來由法蘭西斯·德瑞克爵士率領的英國探險船隊又再次為英國宣稱佔領包括華盛頓州的太平洋西北地區。當時由於未有投放人員駐守，因此只能算是象徵式佔領，但太平洋西北地區的主權紛爭一直持續了三百多年，直到1790年英西兩國才達成和解。

## 人口
（注释：人口数据由历史学家估算得出；不包括殖民地管辖范围外的原住民，包括管辖范围内的原住民、奴隶和契约劳工）
| 年份 | 人口      |
| ---- | --------- |
| 1625 | 1,980     |
| 1641 | 50,000    |
| 1688 | 200,000   |
| 1702 | 270,000   |
| 1715 | 435,000   |
| 1749 | 1,000,000 |
| 1754 | 1,500,000 |
| 1765 | 2,200,000 |
| 1775 | 2,400,000 |

至1776年，85%的白种人口为英格兰、爱尔兰、苏格兰或威尔士后裔，9%为德国后裔，4%为荷兰后裔。在18世纪，由于较高的出生率和较低的死亡率，这些人口取得了快速增长，而从1774年至1830年移民只是人口增长因素中的一小部分。90%为农民，有许多海港将殖民地经济同英帝国联系在一起。

### 奴隶
| 奴隶输入  | 数量    |
| --------- | ------- |
| 1620-1700 | 21,000  |
| 1701-1760 | 189,000 |
| 1761-1770 | 63,000  |
| 1771-1790 | 56,000  |
| 1791-1800 | 79,000  |
| 1801-1810 | 124,000 |
| 1810-1865 | 51,000  |
| Total     | 597,000 |

大约600,000名奴隶被输入美国，这大约占到从非洲输出的1200万奴隶的5%。大部分奴隶被送往加勒比海地区和巴西的产糖殖民地，这些奴隶的预期寿命较短，需要持续补充。由于较高的出生率，在美国预期寿命相对较长，因此奴隶数量快速增长，1860年人口普查时已经达到近400万。从1770年至1860年，北美奴隶的自然增长率要高过欧洲任何一个国家的人口，几乎是英格兰自然增长率的两倍。

## 政府
1. 紐芬蘭
2. 新斯科舍
3. 十三殖民地
4. 百慕達
5. 巴哈馬
6. 英屬宏都拉斯
7. 牙買加
8. 英屬背風群島與巴貝多

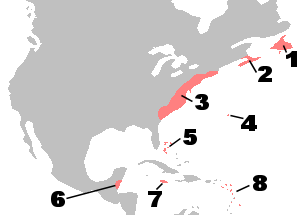
英屬美洲各殖民地位置圖（约1750）

英国殖民者并没有在美洲殖民地建立民主制度的意图，但他们同样也没有建立起以土地为基础的贵族政治，由此北美殖民地发展出了一套重视选民参与的自由选举制度，享有比包括英格兰在内的世界其他国家都广泛的选举权。
对于选民来说，参加投票便意味着享有社会“利益”，正如南卡罗来纳议会在1716年所说，“享有本省利益的人民应当能够选举议会代表，这是必须的也是合理的。”女性、儿童、契约劳工和奴隶的利益由一家之主代表。对于是否享有“利益”的衡量标准是「财产」。这一点粗略基于英国的制度，而在英国，貧苦工農佔大多數，政治上每20个人中有19个人是依附于地主的。英国方面认为殖民地的行政长官应当将非自由人（即不拥有土地的人）排除在投票之外，然而在北美由於人们大多是拓荒者或拓荒者的後裔，拥有土地的程度很高，由此50%至80%的白人男性都拥有投票权。殖民地的政治文化重视門閥、尊长，因此参加选举的往往是当地的名流，但他们时常相互竞争，因此需要向普通民众争取选票。政党制度在殖民地不存在，参选的議員们会同自己的亲属、朋友和邻居组地方派系。在新英格兰清教徒治下之外的地方，每到选举日，人们从乡下来到首府寻欢作乐、进行拉票、结交高位人士、约见老友、倾听演讲，同时饮酒进食、开流水席、高歌熱舞、游戏赌博。選舉時，甚至不需要紙張，他们喜歡向计票人员大声喊出自己投給誰，而場邊的支持者和反对者们则高聲欢呼，或发出嘘声。参选的人们明白他们必须“用酒把莊园主人们澆成落湯雞”。选举就像一场狂欢，所有人在选举日都是平等的，传统的限制都得到放宽。一次選舉，乔治·华盛顿甚至花费了39個銀元宴请他的支持者。
实际的投票率在20%至40%不等（以成年白人男性为准）。在宾夕法尼亚和纽约，具有一定历史的种族和教會能够较大程度地动员自己的支持者，因此投票率也较高。纽约州和罗德岛州发展出了一套两派别的体制，但这套体制只在殖民地层面上有效而没有涉及到区域事务中去。不同的派别与不同的领导人和家庭联系有关，和政策与价值观的关系不大。其他地方的政治局面相对较混乱，主要基于选举人而非不同派系或是争议的事务。
在1774年之前，殖民地之间是相互独立的。1754年，本杰明·富兰克林试图通过奥尔巴尼会议建立一个统一的殖民地体系，但没有成功。十三个殖民地都在英国人权的基础上建立起了有效的自治体制和选举体制，并坚决不让英帝国进行干涉。大部分的白人男性都有投票权。

### 经济政策
英国在殖民地实施重商主义的基本政策。在重商主义政策下，政府和商人合作，目标是增强政治权力和增加个人财富。政府通过贸易壁垒、贸易规定、本地工业补贴来使进口最小化，出口最大化，以保护本地商人利益。出于同法國、西班牙和荷兰的贸易需求，走私在18世纪的北美十分流行，政府疲于奔命。重商主义的目的在于增加贸易顺差，包括黄金和白银的大量貴金屬，能大量流入英格蘭。伦敦通过征税获取财富，而剩下的部分便归入英国商人的口袋。大部分的稅收都用于维持皇家海军的强势地位，以保护英国殖民地，同时威胁或直接夺取其他国家的殖民地。在1664年，英国皇家海軍便夺取了新阿姆斯特丹。殖民地是英国工业的重要市场，经济政策的主要目的自然是增加母国的财富。

### 美国革命
1765年《印花税法》的出台引发了广泛的示威抗议活动。殖民地人民认为“无代表，不纳税”，即殖民地在英国国会中没有代表，向他们获取税收便侵犯了作为英国人应有的权利。其他英国殖民地基本上都同意这一观点，但在殖民地官吏和皇家海軍的威慑之下，抗议无望。
英国国会无视抗议，并且通过了新的税法以加强自己的权力。关于《茶税法》的争端愈演愈烈，殖民地民众抵制茶叶并于1773年在波士顿将茶叶倒入港口。1774年，英国国会通过一系列法案，称不可容忍法案，限制了马萨诸塞殖民地的自治权力，导致矛盾激化。作为回应，殖民地建立了法外的代议体系，称“省议会”，此后十二个殖民地派代表参加了在费城举行的第一次大陆会议。第十三個殖民省佐治亚在第二次大陆会议时派去了代表。至1775年春，所有英国官员都已被驱逐出殖民地。在战争期间，大陆会议承担了国家政府的职责，任命乔治·华盛顿为总司令，组织军队对抗英国，缔结条约，宣布独立，并组织殖民地编写法律和转变为州。

### 引用
1. 1 2  U.S. Bureau of the Census, A century of population growth from the first census of the United States to the twelfth, 1790–1900 (1909) p. 9.
2. ↑  Jack P. Greene and J. R. Pole, eds. '"A Companion to the American Revolution (2004) ch. 63
3. ↑  Source: U.S. Bureau of the Census, A century of population growth from the first census of the United States to the twelfth, 1790-1900 (1909) p 9
4. ↑  Greene (1905) is basic
5. ↑  Daniel Scott Smith, "The Demographic History of Colonial New England," Journal of Economic History Vol. 32, No. 1,  (Mar., 1972), pp. 165-183 is advanced （页面存档备份，存于）
6. ↑  Miller and Smith, eds. Dictionary of American Slavery (1988) p . 678.
7. ↑  Michael Tadman, "The Demographic Cost of Sugar: Debates on Slave Societies and Natural Increase in the Americas," The American Historical Review Dec. 2000 105:5 online
8. ↑  Thomas Cooper and David James McCord, eds. The Statutes at Large of South Carolina: Acts, 1685-1716 (1837) p 688
9. ↑  Alexander Keyssar, The Right to Vote (2000) pp 5-8
10. ↑  Daniel Vickers, A Companion to Colonial America (2006) p. 300
11. ↑  Robert J. Dinkin, Voting in Provincial America: A Study of Elections in the Thirteen Colonies, 1689-1776 (1977)
12. ↑  Greene and Pole, eds. '"A Companion to the American Revolution (2004) quote p. 665
13. ↑  Max Savelle, Seeds of Liberty: The Genesis of the American Mind (2005) pp. 204-211 （页面存档备份，存于）
14. ↑  George Otto Trevelyan, The American revolution: Volume 1 (1899) p.  128 online （页面存档备份，存于）
15. ↑  William R. Nester, The Great Frontier War: Britain, France, and the Imperial Struggle for North America, 1607-1755 (Praeger, 2000) p, 54.
16. ↑  Donald William Meinig, The Shaping of America: Atlantic America, 1492-1800 (1986) p. 315; Greene and Pole, Companion ch. 63
17. ↑  Robert Middlekauf, The Glorious Cause: The American Revolution, 1763-1789 (Oxford History of the United States) (2007)